# Grêmio Desportivo Amarante
Grémio Desportivo Amarante (ou Amaranti en créole cap-verdien, et Amarante en créole de São Vicente) est un club cap-verdien de football basé à Mindelo sur l'île de São Vicente.

## Palmarès
- Championnat du Cap-Vert : 
  - Champion en 1999.

- Championnat de l'île de São Vicente : 
  - Champion en 1944, 1945, 1949, 1961 et 1999

## Bilan saison par saison

### Compétition nationale
|      | Groupe | Positions | Points | Journées | V | N | D | B.M. | B.P. | Diff. |
| 1999 | 1A     | 1         | 13 pts | 6        | 4 | 1 | 1 | 8    | 5    | +3    |

### Compétition régionale
|         | Groupe | Positions | Points | Journées | V | N | D  | B.M. | B.P. | Diff. |
| 2013-14 | 2      | 4         | 18 pts | 14       | 6 | 0 | 8  | 25   | 18   | +7    |
| 2014-15 | 2      | 3         | 21 pts | 14       | 5 | 6 | 3  | 22   | 19   | +3    |
| 2015-16 | 2      | 8         | 9 pts  | 14       | 3 | 0 | 11 | 11   | 29   | -18   |

## Anciens joueurs
- Sócrates Oliveira Fonseca
- Almara
- Armandim